# Euroasijské jazyky
Euroasijské jazyky jsou hypotetickou jazykovou velkorodinou, sdružující jazykové rodiny se vzdáleným společným předkem. Autorem hypotézy je americký lingvista Joseph Greenberg.
Tato teorie předpokládá, že některé euroasijské jazykové rodiny a jazyky severoamerických Inuitů se před zhruba 10 000 lety vyvinuly ze společného prajazyka. Do euroasijské jazykové velkorodiny se řadí následující jazykové rodiny a osamocené jazyky:
- indoevropské jazyky
- vymřelá etruština, která by s dalšími vymřelými jazyky Středomoří, jako byla například mínojština, mohla tvořit hypotetickou rodinu egejských jazyků
- uralské jazyky a jim příbuzná jukagirština
- altajské jazyky a jim příbuzná japonština a korejština
- vzájemně příbuzné eskymácko-aleutské a čukotsko-kamčatské jazyky a giljačtina

Greenberg předpokládá, že další skupinu, blízkou euroasijským jazykům, tvoří amerindské jazyky, tedy indiánské jazyky vyjma skupiny na-dené.
Podobnou hypotézou představuje předpokládaná velkorodina nostratických jazyků, kterou je možné vnímat buď jako širší, nadřazenou skupinu, nebo jako alternativní skupinu. Do obou skupin bývají vedle indoevropských jazyků řazeny jazyky altajské a uralské. Ruský lingvista Vladislav Markovič Illič-Svityč k nim navíc řadil jazyky afroasijské, drávidské a kartvelské (jihokavkazské), dánský lingvista Holger Pedersen do této skupiny nezařadil altajské jazyky a do příbuzenstva indoevropských a uralských jazyků kladl eskymácko-aleutské a afroasijské.